# Mechanika Lagrange’a
Mechanika Lagrange’a – przeformułowanie mechaniki klasycznej przy użyciu zasady najmniejszego działania Hamiltona. Mechanika Lagrange’a stosuje się do układów, dla których da się wprowadzić pojęcie energii potencjalnej lub energii potencjalnej uogólnionej (wielkości te nazywa się zwyczajowo odpowiednio potencjałem, potencjałem uogólnionym lub potencjałem kinetycznym). W układach tych energia mechaniczna układu jest zachowana, jeżeli istnieje dla nich pojęcie energii potencjalnej; jeśli jednak energia potencjalna nie istnieje, a istnieje tylko energia potencjalna uogólniona, to energia mechaniczna w ogólności nie jest zachowana. Inne wielkości, takie jak pęd, moment pędu, mogą być zachowane lub nie – mechanika Lagrange’a podaje warunki, pozwalające łatwo to określić.
Mechanika Lagrange’a została sformułowana przez włosko-francuskiego matematyka Josepha-Louisa Lagrange’a w 1788 roku.

## Funkcja Lagrange’a
Podstawowym pojęciem mechaniki Lagrange’a jest funkcja Lagrange’a zwana też lagrangianem.
{\displaystyle L{\bigl (}q_{j},{\dot {q}}_{j},t{\bigr )}=T{\bigl (}q_{j},{\dot {q}}_{j},t{\bigr )}-V{\bigl (}q_{j},t{\bigr )},}
gdzie: T - Energia kinetyczna, V - Energia potencjalna, q - współrzędna uogólniona, j=1, 2, 3, ..., n (j-ta współrzędna uogólniona).
W ogólnym przypadku, w fizyce nierelatywistycznej (tj. dla prędkości ciał niewielkich w relacji do prędkości światła) jest równa różnicy między energią kinetyczną a potencjalną nie uwzględniając momentów bezwładności ciał.
gdzie:
{\displaystyle T={\frac {1}{2}}\sum _{i=1}^{N}m_{i}v_{i}^{2}}
jest energią kinetyczną układu, równą sumie energii kinetycznych poszczególnych cząstek, {\displaystyle m_{i},i=1,\dots ,N} – masy cząstek układu, {\displaystyle v_{i},i=1,\dots ,N} – prędkości cząstek układu; {\displaystyle V(x_{1},x_{2},\dots ,x_{3N})} – energia potencjalna układu cząstek zależna od ich położeń, przy czym {\displaystyle x_{1},x_{2},\dots ,x_{3N}} – współrzędne kartezjańskie wektorów położeń cząstek w przestrzeni, tak że pierwsze trzy współrzędne odnoszą się do pierwszej cząstki itd.

## Współrzędne i prędkości uogólnione
W mechanice Lagrange’a zamiast współrzędnych kartezjańskich położeń i prędkości (które są pochodnymi współrzędnych kartezjańskich po czasie) używa się zazwyczaj współrzędnych uogólnionych i prędkości uogólnionych (które są pochodnymi współrzędnych uogólnionych po czasie). Pozwala to w wielu wypadkach znacznie uprościć równania opisujące ruch układu.
Np. jeżeli koralik porusza się bez tarcia wzdłuż krzywoliniowego rowka w przestrzeni, to wyznaczenie jego położenia przy użyciu mechaniki Newtona wymagałyby znalezienia zmieniających się w czasie sił więzów, które utrzymują koralik w rowku, a dopiero potem znalezienia zależności współrzędnych kartezjańskich {\displaystyle x(t),y(t),z(t)} wektora położenia koralika od czasu. Zastosowanie dla tego problemu ujęcia Lagrange’a rozpoczyna się od wyboru najmniejszego zbioru niezależnych parametrów, czyli współrzędnych uogólnionych. Wybór ten eliminuje potrzebę używania w opisie sił ograniczających ruch (sił więzów). Jest też mniej równań do rozwiązania.
Liczba współrzędnych, potrzebnych do określenia ruchu dowolnego układu, jest równa liczbie {\displaystyle f} stopni swobody układu. Współrzędne uogólnione oznaczane są zwyczajowo symbolami {\displaystyle q_{i},i=1,2,\dots ,f,} zaś prędkości uogólnione (czyli pochodne po czasie współrzędnych {\displaystyle q_{i}}) oznacza się symbolami {\displaystyle {\dot {q_{i}}}.}
Jeżeli układ poddany jest więzom, to liczba stopni swobody układu jest mniejsza od liczby współrzędnych kartezjańskich, za pomocą których można opisać układ. Np. układ złożony z {\displaystyle N} ciał poruszających się bez więzów w przestrzeni 3-wymiarowej miałby {\displaystyle 3N} współrzędnych kartezjańskich (np. Słońce, planety, ich księżyce, komety, i inne obiekty tworzące Układ Słoneczny). Jeżeli jednak rozważymy układ z więzami, to liczba stopni swobody zmniejszy się. Np. cząsteczka C
2H
5OH składa się z 9 atomów związanych mocno ze sobą; liczba stopni swobody jest mniejsza niż {\displaystyle 27,} tym mniejszą, im niższą ma temperaturę; w niskiej temperaturze zanikną np. ruchy związane z jej obrotami czy drganiami.

## Równania ruchu mechaniki Lagrange’a
Równania te występują w dwóch postaciach:
(1) Równania Lagrange’a pierwszego rodzaju
– zapisuje się w nich wszystkie siły, jakie działają na układ, tj. zarówno siły pól fizycznych, działających na układ, jak i siły reakcji więzów, ograniczających ruch układu; w równaniach tych używa się tzw. mnożników Lagrange’a
(2) Równania Lagrange’a drugiego rodzaju
{\displaystyle {\frac {d}{dt}}\left({\frac {\partial L}{\partial {\dot {q_{i}}}}}\right)-{\frac {\partial L}{\partial q_{i}}}=0,\quad i=1,2,\dots ,f,}
gdzie:
{\displaystyle L} – funkcja Lagrange’a (lagrangian) układu, wyrażona przez współrzędne uogólnione i prędkości uogólnione,
{\displaystyle q_{i}} – współrzędne uogólnione,
{\displaystyle {\dot {q_{i}}}={\frac {dq_{i}}{dt}}} – prędkości uogólnione,
{\displaystyle f} – liczba współrzędnych uogólnionych, niezbędna do opisu stanu układu.
W równaniach Lagrange’a drugiego rodzaju unika się uwzględniania sił reakcji więzów poprzez odpowiedni wybór układu współrzędnych uogólnionych. Z rozwiązania tych równań otrzymuje się trajektorię układu fizycznego.

## Opis prostego układu

### Mechanika Newtona
Załóżmy, że chcemy opisać ruch pojedynczego ciała w płaszczyźnie pionowej (np. rzut ukośny, rzut pionowy, spadek swobodny itp.). W ramach mechaniki Newtona zagadnienie to rozwiązujemy korzystając z II zasady dynamiki:
{\displaystyle m{\frac {d^{2}x(t)}{dt^{2}}}=F_{x},}
{\displaystyle m{\frac {d^{2}y(t)}{dt^{2}}}=F_{y},}
gdzie {\displaystyle x(t),y(t)} – współrzędne kartezjańskie wektora położenia ciała w płaszczyźnie w chwili czasu {\displaystyle t,}{\displaystyle F_{x}(x,y,t),F_{y}(x,y,t)} – współrzędne kartezjańskie wektora wypadkowej siły, działającej na cząstkę (zależne w ogólności od położenia cząstki w płaszczyźnie i od czasu).
Rozwiązanie tych równań wymaga podania tzw. warunków początkowych, tj. wektorów położenia {\displaystyle \mathbf {r_{0}} =[x_{0},y_{0}]} oraz prędkości {\displaystyle \mathbf {v_{0}} =[v_{x0},v_{y0}],} jakie ciało miało w pewnej chwili początkowej {\displaystyle t_{0}.} Z rozwiązania tych równań otrzymamy zależności {\displaystyle x(t),y(t),} określające położenie ciała w dowolnej chwili.

### Mechanika Lagrange’a

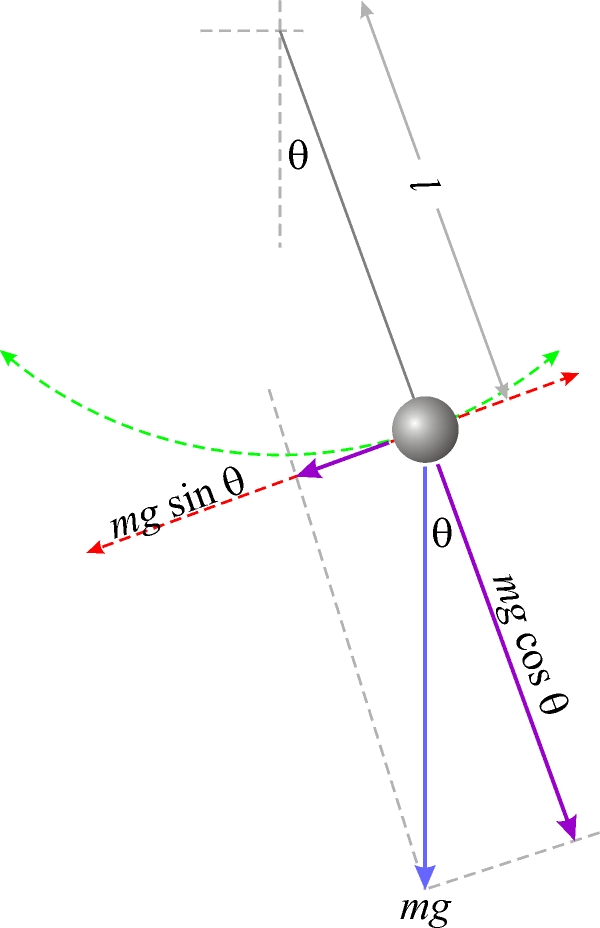
Wahadło matematyczne, rozkład siły grawitacji na składowe w układzie biegunowym.

Jeżeli na ciało działa siła stała w czasie, jak w powyżej podanych przykładach, to zagadnienie nie jest trudne do rozwiązania. Jednakże problem komplikuje się, jeżeli ruch jest ograniczony za pomocą jakichś więzów. Np. gdy ciało zawieszone jest na nierozciągliwej nici, tworząc wahadło, to oprócz stałej w czasie siły grawitacji na ciało działa siła ze strony nici, trzymająca ciało w niezmiennej odległości od punktu zaczepienia – siła ta zmienia się w zależności od kąta odchylenia nici od pionu. Zapisanie równań ruchu we współrzędnych kartezjańskich (metoda Newtona) prowadzi do złożonych równań różniczkowych. Dlatego wygodniejsze jest użycie metody Lagrange’a, tj. zapisanie równań ruchu w tzw. współrzędnych uogólnionych – w tym wypadku wyrażenie położenia ciała w zależności od kąta odchylenia nici od pionu {\displaystyle \theta .} Dzięki temu zamiast dwóch nieznanych funkcji {\displaystyle x(t),y(t)} szukamy jednej funkcji {\displaystyle \theta (t).}
Równanie ruchu wahadła określa wzór:
{\displaystyle {\frac {d^{2}\theta (t)}{dt^{2}}}+{\frac {g}{\ell }}\sin \theta (t)=0,}
gdzie:
- {\displaystyle \theta (t)} – kąt odchylenia wahadła od pionu w chwili {\displaystyle t,}
- {\displaystyle g} – przyspieszenie ziemskie,
- {\displaystyle \ell } – długość nici.

(Rozwiązanie powyższego równania w przypadku dowolnie dużych kątów nie jest łatwe – patrz: wahadło).

## Przykład: Wyprowadzenie równania ruchu wahadła
Wyprowadzimy równanie ruchu wahadła korzystając z równań mechaniki Lagrange’a (Aby docenić prostotę obliczeń warto zobaczyć na wyprowadzenie tego samego równania w ramach mechaniki Newtona – por. wahadło)
(1) Przyjmujemy jako współrzędną uogólnioną kąta odchylenia nici od pionu {\displaystyle \theta .}
(2) Lagrangian układu jest różnicą energii kinetycznej i potencjalnej wahadła (przy czym oś układu współrzędnych biegunowych, od której odmierzamy kąt, przyjmujemy jako skierowaną pionowo w dół):
{\displaystyle L(\theta ,{\dot {\theta }},t)={\frac {m{\dot {\theta }}^{2}l^{2}}{2}}+mgl\cos(\theta )}
(3) Piszemy równania Eulera-Lagrange’a
{\displaystyle {\frac {d}{dt}}{\frac {\partial L}{\partial {\dot {\theta }}}}={\frac {\partial L}{\partial \theta }}}
i podstawiając wyrażenie na lagrangian otrzymujemy:
{\displaystyle ml^{2}{\ddot {\theta }}+mgl\sin(\theta )=0.}
Dzieląc obie strony przez {\displaystyle ml^{2}} otrzymujemy równanie w podanej postaci.

## Trajektoria układu a zasada najmniejszego działania
Dla trajektorii, która jest rozwiązaniem równań Lagrange’a, działanie (czyli całka z lagrangianu obliczona w przedziale czasu między dowolnie wybranymi chwilami początkową i końcową ruchu) przyjmuje wartość stacjonarną. Własność ta wynika z zasady najmniejszego działania Hamiltona, z której wyprowadza się równania ruchu Lagrange’a.